# Ysel Poliart
Ysel Poliart (Thuin, 16 februari 1924 – Brussel, 11 maart 2005) was een Belgisch sopraan.
Zij kreeg een opleiding aan het Conservatorium Charleroi en Koninklijk Conservatorium Brussel. Marguerite Thijs en G. Dalman waren haar verdere leraren. In 1947 volgde haar debuut; ze stond als Siebel in Faust van Charles Gounod op de planken in de Koninklijke Muntschouwburg. Ze trad toen tot het operagezelschap van die schouwburg (1947-1959). Ze trad in haar succesvolle periode op in Nederland, België, Frankrijk en Zwitserland; waarbij ze ook voor radio en televisie optrad. Op later leeftijd was ze zanglerares aan diverse scholen waaronder de muziekschool van Koekelberg.
Ze was als opera- en concertzangeres betrokken bij de promotie van hedendaagse klassieke muziek en ook muziek van Belgische componisten, bijvoorbeeld werken van Jean Absil en Paul Gilson en haar man orkestleider en componist René Defossez.
- Gemeinsame Normdatei: 132125188
- International Standard Name Identifier: 0000 0000 5543 1255
- Library of Congress Control Number: nr89002232
- MusicBrainz: 071527e9-9443-47e3-bb9f-3ff72ed04c0e
- Nationale Bibliotheek van Israël: 987007322888805171
- Virtual International Authority File: 10998184
- WorldCat: E39PCjMcVcmxCPMvfrmTF4bPQq